# Mark Streit
Mark Streit (Englisberg, 11 dicembre 1977) è un ex hockeista su ghiaccio svizzero. Ha giocato a lungo nella National Hockey League, dove è stato il primo giocatore svizzero di movimento a giocare stabilmente nella NHL ed il primo elvetico a ricoprire il ruolo di capitano di una squadra di questo campionato, ovvero i New York Islanders, con cui ha disputato quattro stagioni. Inoltre, è stato anche il capitano della squadra nazionale svizzera di hockey con la quale ha partecipato nel 2006 ai Giochi olimpici invernali di Torino.

## Carriera
La sua carriera comincia in Svizzera, giocando per l'Hockey Club Fribourg-Gottéron. Dopo una sola stagione, nel 1996 passa al Davos, rimanendovi per tre stagioni. Le squadre della National Hockey League mettono gli occhi su di lui, ma nel 1999-2000 riesce a disputare poche partite in leghe minori, così torna in patria a giocare per lo Zurigo, vincendo il campionato 2000-2001 e due IIHF Continental Cup consecutive tra 2001 e 2002.
Nel 2004 risulta la 262a scelta dei Montréal Canadiens, con i quali firma un contratto di tre stagioni, tuttavia, a causa del lock-out della stagione 2004-2005, rimane per un altro anno in patria. Riesce ad esordire in NHL solo nel campionato seguente, disputando 48 gare e mettendo a referto 11 punti, debuttando anche nei playoff.
Il suo contratto con gli Habs termina a fine stagione 2008, la sua migliore (terzo miglior difensore di tutta la NHL in regular season per punti fatti). Streit diventa il primo giocatore svizzero a mettere a segno un gol nei playoff di NHL. Il suo gol arriva nella vittoria per 5-0 dei suoi Canadiens contro i Boston Bruins, che decreta il passaggio del turno della squadra canadese. Dopo l'uscita dai play-off al secondo turno contro i Philadelphia Flyers, Mark decide di non partecipare ai Mondiali che si disputano in Canada. La sua scelta è motivata sia dal voler preservarsi in vista della firma di un nuovo contratto multimilionario sia da due infortuni alla schiena.
Divenuto Free Agent il primo luglio 2008, firma lo stesso giorno un contratto quinquennale con i New York Islanders, e la squadra di Uniondale sborsa 20,5 milioni di dollari. Durante la stagione ha il privilegio di giocare nell'All Star Game della NHL, primo svizzero ad essere selezionato per questo evento. Con gli Islanders la stagione si chiude con la mancata qualifica ai playoff. Si conferma comunque come ottimo difensore, il settimo migliore in tutta la Lega nella classifica dei punti, e di gran lunga il miglior giocatore della franchigia newyorkese. In seguito entra a far parte della Nazionale in qualità di capitano nei Mondiali tenutisi in Svizzera.
All'inizio della stagione 2009-10 viene nominato assistente capitano degli Islanders, mentre durante la preparazione per la stagione 2010-11 si infortuna a una spalla ed è costretto a saltare tutta la stagione. Il 21 settembre 2011 gli Islanders annunciano che Mark Streit sarà il 13. capitano della loro storia. Egli diventa quindi il primo svizzero a ricoprire la prestigiosa carica di capitano in una squadra di NHL. Nello stesso campionato gioca tutte le gare e totalizza 47 punti (7 gol e 40 assist). Nel corso del lock out della stagione 2012-2013, Streit torna in Svizzera per giocare con il Berna. Ritornato in gennaio a New York, conduce gli Islanders alla loro prima qualificazione ai playoff dal 2007.
Il 12 giugno, con il contratto in scadenza, viene ceduto ai Philadelphia Flyers in cambio di Shane Harper e una scelta nel 4º round del draft 2014. Il 28 giugno firmò un contratto quadriennale, a 21 milioni di dollari, con la squadra della Pennsylvania. Esordì con la nuova maglia il 2 ottobre nella gara persa per 3-1 con i Toronto Maple Leafs, in cui realizzò anche un assist. Il 1º marzo 2017 passò ai Pittsburgh Penguins nell'ambito di un affare in cui erano coinvolti anche i Tampa Bay Lightning. L'11 giugno 2017 vinse la sua prima Stanley Cup quando i Penguins superarono i Nashville Predators in sei gare.
Il 25 luglio Streit firmò da free agent con i Montreal Canadiens, facendovi ritorno dopo nove anni. Tuttavia, dopo sole quattro gare, venne inserito tra i waivers, cosa che portò lo svizzero ad annunciare il ritiro il 30 ottobre.

## Statistiche
Statistiche aggiornate ad aprile 2012.

### Club
| Stagione   | Squadra                  | Stagione regolare | Stagione regolare | Stagione regolare | Stagione regolare | Stagione regolare | Stagione regolare | Playoff | Playoff | Playoff | Playoff | Playoff |
| Stagione   | Squadra                  | Lega              | P                 | G                 | A                 | Pt                | PIM               | P       | G       | A       | Pt      | PIM     |
| ---------- | ------------------------ | ----------------- | ----------------- | ----------------- | ----------------- | ----------------- | ----------------- | ------- | ------- | ------- | ------- | ------- |
| 1995-96    | Fribourg-Gottéron        | LNA               | 34                | 2                 | 2                 | 4                 | 6                 | 4       | 0       | 0       | 0       | 2       |
| 1996-97    | HC Davos                 | LNA               | 46                | 2                 | 9                 | 11                | 18                | 6       | 0       | 0       | 0       | 0       |
| 1997-98    | HC Davos                 | LNA               | 38                | 4                 | 10                | 14                | 4                 | 18      | 1       | 5       | 6       | 20      |
| 1998-99    | HC Davos                 | LNA               | 44                | 7                 | 18                | 25                | 42                | 6       | 3       | 3       | 6       | 8       |
| 1999-00    | Springfield Falcons      | AHL               | 43                | 3                 | 12                | 15                | 18                | 5       | 0       | 0       | 0       | 2       |
| 1999-00    | Tallahassee Tiger Sharks | ECHL              | 14                | 0                 | 5                 | 5                 | 16                | --      | --      | --      | --      | --      |
| 1999-00    | Utah Grizzlies           | IHL               | 1                 | 0                 | 1                 | 1                 | 2                 | --      | --      | --      | --      | --      |
| 2000-01    | ZSC Lions                | LNA               | 44                | 5                 | 11                | 16                | 48                | 16      | 2       | 5       | 7       | 37      |
| 2001-02    | ZSC Lions                | LNA               | 28                | 7                 | 16                | 23                | 36                | 14      | 0       | 6       | 6       | 10      |
| 2002-03    | ZSC Lions                | LNA               | 37                | 4                 | 20                | 24                | 62                | 12      | 1       | 7       | 8       | 2       |
| 2003-04    | ZSC Lions                | LNA               | 48                | 12                | 24                | 36                | 78                | 13      | 5       | 2       | 7       | 14      |
| 2004-05    | ZSC Lions                | LNA               | 44                | 14                | 29                | 43                | 46                | 15      | 4       | 11      | 15      | 20      |
| 2005-06    | Montreal Canadiens       | NHL               | 48                | 2                 | 9                 | 11                | 28                | 1       | 0       | 0       | 0       | 0       |
| 2006-07    | Montreal Canadiens       | NHL               | 76                | 10                | 26                | 36                | 14                | --      | --      | --      | --      | --      |
| 2007-08    | Montreal Canadiens       | NHL               | 81                | 13                | 49                | 62                | 28                | 11      | 1       | 3       | 4       | 8       |
| 2008-09    | New York Islanders       | NHL               | 74                | 16                | 40                | 56                | 62                | --      | --      | --      | --      | --      |
| 2009-10    | New York Islanders       | NHL               | 82                | 11                | 38                | 49                | 48                | --      | --      | --      | --      | --      |
| 2010-11    | New York Islanders       | NHL               | 0                 | 0                 | 0                 | 0                 | 0                 | --      | --      | --      | --      | --      |
| 2011-12    | New York Islanders       | NHL               | 82                | 7                 | 40                | 47                | 46                | --      | --      | --      | --      | --      |
| NHL Totals | NHL Totals               | NHL Totals        | 443               | 59                | 202               | 261               | 226               | 12      | 1       | 3       | 4       | 8       |

## Palmarès

### Club
- Campionato svizzero: 1

 ZSC Lions: 2000-01
- Stanley Cup: 1

Pittsburgh: 2016-2017